# مارفن براون
مارفن براون (بالإنجليزية: Marvin Brown)‏ (9 فبراير 1982 ببرستل في المملكة المتحدة - ) هو لاعب كرة قدم بريطاني في مركز الهجوم. شارك مع منتخب إنجلترا تحت 16 سنة لكرة القدم ومنتخب إنجلترا تحت 17 سنة لكرة القدم. أما مع النوادي، فقد لعب مع فوريست غرين ونادي بريستول سيتي ونادي توركي يونايتد ويوفل تاون ونادي تاموورث ونادي سالزبري سيتي وWeston-super-Mare A.F.C. ‏ وTruro City F.C. ‏ ونادي تشيلتنهام تاون لكرة القدم وتشبنهام تاون.

## وصلات خارجية
- مارفن براون على موقع قاعدة بيانات كرة القدم.إي يو (الإنجليزية)
- مارفن براون على موقع Soccerbase.com (لاعب) (الإنجليزية)